# 北海道道885号養老牛虹別線

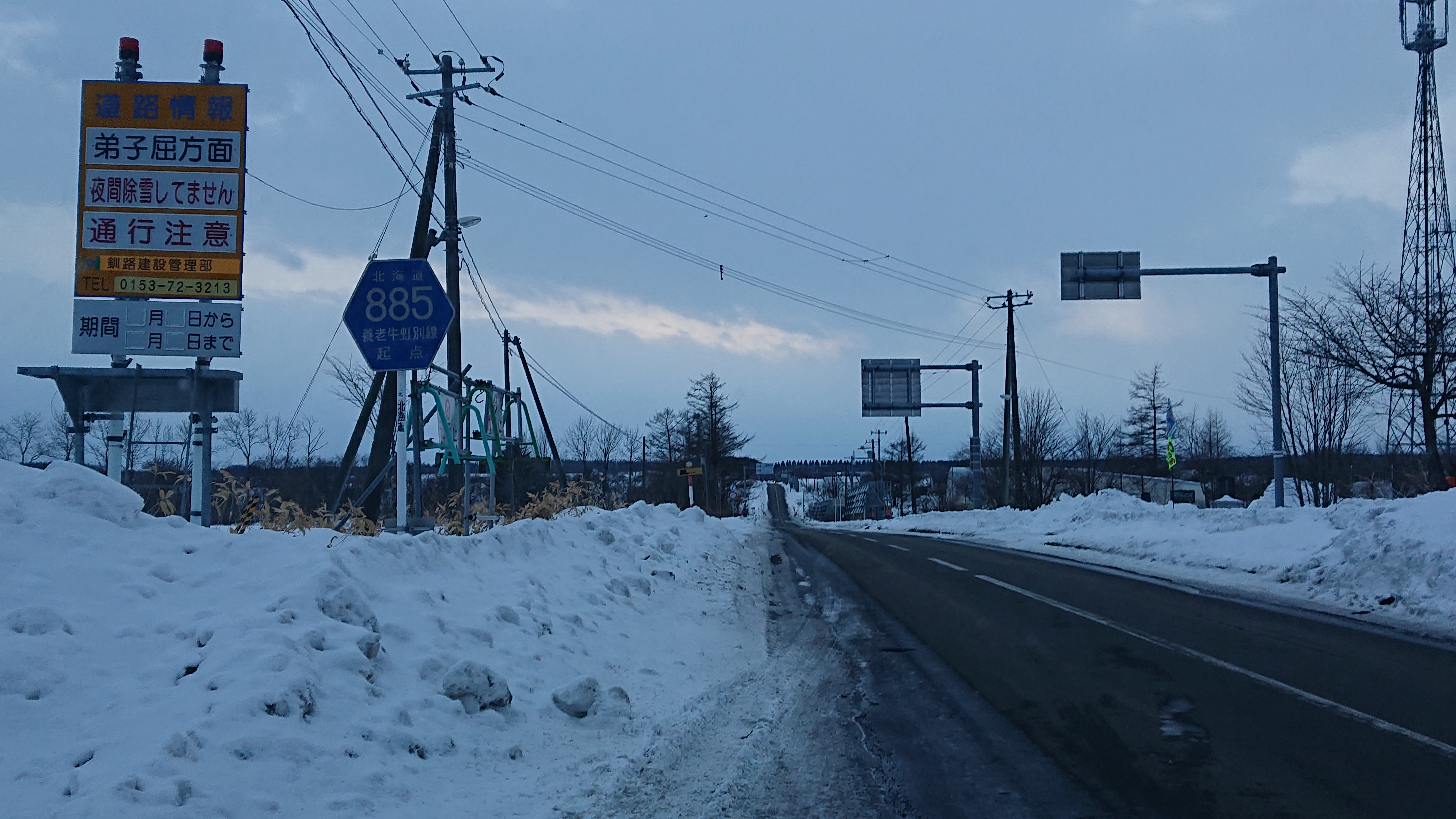
北海道道885号養老牛虹別線

北海道道885号養老牛虹別線（ほっかいどうどう885ごう ようろううしにじべつせん）は、北海道標津郡中標津町と川上郡標茶町を結ぶ一般道道である。

## 路線データ
- 起点：北海道標津郡中標津町養老牛（北海道道150号摩周湖中標津線・北海道道505号養老牛計根別停車場線交点）
- 終点：北海道川上郡標茶町虹別原野（国道243号交点）
- 総距離：11.3 km

## 歴史
- 1976年（昭和51年）3月31日 - 路線認定[1]

## 地理

### 通過する自治体
- 根室振興局
  - 標津郡中標津町
- 釧路総合振興局
  - 川上郡標茶町

### 主な接続道路
中標津町
- 北海道道150号摩周湖中標津線 - 養老牛（起点）
- 北海道道505号養老牛計根別停車場線 - 養老牛（起点）

標茶町
- 国道243号 - 虹別原野（終点）